# Julije Kempf
Julije Kempf  (Požega, 25. siječnja 1864. – Požega, 6. lipnja 1934.), hrvatski povjesničar, muzeolog i književnik, te gradonačelnik Požege. Smatra se utemeljiteljem zavičajne povijesti.

## Životopis
Kempf je rođen u Požegi u Slavoniji. Nakon položene mature u požeškoj gimnaziji pohađa učiteljsku školu u Zagrebu. Nakon toga odlazi u Novi Vinodolski raditi kao učitelj poslije čega se 1885. godine vraća u Požegu, gdje predaje u osnovnoj školi za dječake.
Ubrzo postaje poznat po svojim naporima da osmisli lekcije za učenike koje bi ih interesirale upotrebljavajući suvremene znanstvene principe i didaktičke metode. Kempf je podupirao osnivanje udruženja učitelja Požeške doline kojoj je po osnutku bio predsjednik što ga je naposljetku dovelo do članstva u sindikatu pri Udruženju hrvatskih učitelja. Zahvaljujući svom ugledu Kempf je 1902. godine postao ravnateljem osnovne škole za dječake u Požegi. 1917. godine je, zahvaljujući svojim profesionalnim dostignućima, imenovan županijskim školskim nadzornikom za Požešku županiju i tu je dužnost obnašao do 1925. godine kada je izabran za gradonačelnika Požege, te je gradu služio u tom smislu četiri godine.
Za školskih praznika putovao je po Hrvatskoj i drugim dijelovima tadašnje Austro-Ugarske, Njemačkoj, Italiji, Bosni i Hercegovini, Crnoj Gori i Rumunjskoj. Njegova prozna dijela svjedoče o sistematičnosti bilježenja podataka na putovanjima. Prijateljevao je s Dragutinom Lermanom, istraživačem i sudionikom afričkih ekspedicija Henryja Mortona Stanleya. Kempf je napisao predgovor za dvije knjige Lermanovih pisama iz Afrike. Te dvije knjige bile su ciljano napisane tako da se čitatelju, naročito stanovnicima Požege, stvori što bolja predodžba udaljenog kontinenta.
1910. godine Kempf je imenovan počasnim građaninom grada Požege. Nakon profesionalnog umirovljenja postao je još više društveno angažiran. Aktivno je sudjelovao u više različitih društava i udruga, poput Udruge učitelja Požeške kotline, Dobrovoljnog vatrogasnog društva Požega, Planinarskog društva, Hrvatske čitaonice, Hrvatskog zbora "Vijenac" i drugima.

## Djela
Njegova najvažnija knjiga je monografija Požega: zemljopisne bilješke iz okoline i prilozi za povijest slobodnog i kraljevskog grada Požege i Požeške županije koja je objavljena 1910. godine. U njoj je opisao zemljopisne značajke i povijest grada i njegove okolice od najranijih vremena do početka 20. stoljeća.
Ostala važnija djela
- Listovi iz Afrike (1891.)
- Novi listovi iz Afrike (1894.)
- Od Save do Adrije Bosnom i Hercegovinom (1898)
- Uz obalu Adrije: po Hrvatskom Primorju (1902)
- Požega: zemljopisne bilješke iz okoline i prilozi za povijest slobodnog i kraljevskog grada Požege i požeške županije (1910.)
- Mladom đačetu. 1000 riječi iz hrvatske povijesti (1907.)
- Iz Požeške kotline (1914.)
- Oko Psunja (1924)
- Iz prošlosti Požege i požeške županije (1926.), zbirka prijepisa arhivskih dokumenata
- Liječilište Topusko u Hrvatskoj (1929.)
- Moja požeška sjećanja (posmrtno, 1996.)

Radovi o istaknutim osobama i obiteljima iz slavonske povijesti
- Život i rad Ivana Henrika Pestalozzija (1896.)
- Janko Jurković. O stogodišnjici rođenja 1827. – 1927. (1927.)
- O grofovskoj porodici Jankovića-Daruvarskih (1930.)
- Dnevnik Ane Jelisave Janković, posljednje iz grofovske porodice Jankovića Daruvarskih (1933.)

Julije Kempf također je objavio preko 400 članaka, putopisnih crtica, prikaza i kritika. Bio je i dječji i pedagoški pisac. Surađivao je u Pedagogijskoj enciklopediji i brojnim časopisima (Narodna starina, Vijenac, Požeške novine, Osječki Hrvatski List, Sveta Cecilija, Obzor, Slavonac, Napredak, Hrvatski učitelj, Prosvjeta, Hrvatski učiteljski dom, Smilje, Pobratim, Hrvatska vila i drugi).

## Značaj
Značajno je doprinio kulturnom životu grada Požege osnivanjem Edukacijsko kulturnog odbora 1924. godine, te Gradskog kulturno-historijskog muzeja 1925. godine. U početku je zbirka gradskog muzeja bila smještena u franjevačkom samostanu, a 19. listopada 1930. godine trajno je smještena u staru županijsku vijećnicu s Kempfom kao prvim kustosom i ravnateljem.
Najvažniji dio njegove ostavštine, njegova osobna knjižnica, koja ima više od 1000 jedinica građe, zajedno s originalnim ormarom u kojemu su knjige bile smještene u obiteljskoj kući, te katalogom u kojega je Kempf zapisivao pojedine naslove, danas se nalazi u požeškoj gradskoj knjižnici i čitaonici.
Po Kempfu je nazvana osnovna škola u Požegi (u kojoj je i sam predavao), te podignuto njegovo spomen poprsje, rad akademskog kipara Branka Petrovića.

## Vanjske poveznice
Mrežna mjesta
- Knjižnica Julija Kempfa  Arhivirana inačica izvorne stranice od 26. studenoga 2015. (Wayback Machine), informacije, katalog i fotografije predmeta iz Kempfove osobne knjižnice, u sklopu Gradske knjižnice i čitaonice Požega
- Julije Kempf, Požega, zemljopisne bilješke iz okoline i prilozi za povijest slobodnog i kraljevskog grada Požege i požeške županije, digitalizirana knjiga